# Экология
Міжнародний науковий журнал «Экология» (англ. Russian Journal of Ecology) публікує огляди і оригінальні статті по закінчених матеріалах фундаментальних досліджень в усіх галузях теоретичної і експериментальної екології в класичному розумінні цього терміна, тобто науки про взаємовідносини живих організмів і їх угруповань з місцем існування.
Журнал представляє інтерес для університетів, дослідницьких інститутів, наукових бібліотек і учених, працюючих в області екології і охорони природи.
Редколегія приймає і публікує статті з усіх країн світу.

## Тематика
Журнал «Экология» нині є визнаним авторитетним російським виданням, що публікує оригінальні наукові статті по проблемах теоретичної і експериментальної екології.
Найважливіші теми:
- вивчення структури популяцій у різних умовах довкілля,
- гомеостаз, адаптація і стійкість до стресів,
- проблеми біорізноманіття і стабільності екосистем,
- основні типи мінливості морфо-фізіологічних ознак різних видів,
- антропогенна дія на живі організми і екосистеми,
- радіоекологія,
- нові методи досліджень.

У журналі публікуються також короткі повідомлення, хроніка міжнародних і російських конференцій і симпозіумів по проблемах екології, огляди і рецензії на нові книги.

## Додаткова інформація
Засновники: 
Російська академія наук (Відділення загальної біології)
Уральське Відділення Російської академії наук.
Журнал «Экология» заснований в 1970 році.
Періодичність — 6 номерів в рік
об'єм — 10 ум.-друк. арк.
наклад на 1.01. 2001 р. — 1050 прим.
Імпакт-фактор:
0,390 (JCR — IF 2014)
0,628 (ИФ РИНЦ 2013)
З 1973 року журнал «Экология» перекладається англійською мовою.
Повнотекстові версії статей доступні по підписці на сайті електронної наукової бібліотеки elibrary.ru
ISSN: 1067-4136 — English title: «Russian Journal of Ecology»
Електронна версія журналу доступна по підписці
ISSN (online): 1608-3334 http://springeronline.com/journal/11184%5Bнедоступне+посилання+з+серпня+2019%5D
Інформація про журнал на сайті видавництва МАИК «Наука/Interperiodica»: www.maik.ru
Адреса редакції :
вул. С. Ковалевської, 18, 620990, Єкатеринбург, Росія.

## Ресурси Інтернету
- Сторінка журналу «Экология» [Архівовано 8 серпня 2013 у Wayback Machine.]
- - perl/journal.pl?lang=rus&name=ecol&page=guid Правила підготовки рукопису[недоступне посилання з серпня 2019]
- rules Правила підготовки рукопису (застарілі)[недоступне посилання з серпня 2019]
- - perl/contents.pl?lang=rus&catalog=1&page=1 МАИК «Наука/Интерпериодика»[недоступне посилання з серпня 2019]